# Matthias Schoenaerts
Matthias Schoenaerts, född 8 december 1977 i Antwerpen, är en belgisk skådespelare.

## Filmografi (i urval)
- 2006 – Svart bok - Joop
- 2012 – Rust and Bone - Ali
- 2014 – The Drop - Eric Deeds
- 2014 - A Little chaos - André Le Notre
- 2015 – Far from the Madding Crowd - Gabriel Oak
- 2015 – A Bigger Splash - Paul
- 2015 – The Danish Girl - Hans Axgil
- 2016 – Lewis and Clark (TV-serie) - William Clark
- 2020 – Brothers By Blood - Peter Flood
- 2022 – Amsterdam - Lem Getwiller
- 2025 – The Old Guard 2
- 2026 – Supergirl: Woman of Tomorrow - Krem of the Yellow Hills